# New Castle (Kentucky)
New Castle è un comune degli Stati Uniti d'America, situato nello Stato del Kentucky, nella contea di Henry, della quale è il capoluogo.